# Frasier
Frasier is een Amerikaanse comedyserie (1993-2004) die draait om het leven van Dr. Frasier Winslow Crane (Kelsey Grammer), een psychiater met zijn eigen radioprogramma. Het was een van de populairste komische programma's ooit op de Amerikaanse televisie met een record van 37 Emmy Awards. Hiermee verpulverden ze het vorige record van The Mary Tyler Moore Show, dat 29 prijzen won, al had deze serie daar maar 7 seizoenen voor nodig. Het Emmy-record werd intussen verbroken door Game of Thrones dat 59 Emmy's won, maar dat is geen comedyserie, dus in die categorie is Frasier nog steeds recordhouder. 
Het programma werd bedacht en geproduceerd door Grub Street Productions van David Angell, Peter Casey en David Lee als een spin-off van de serie Cheers (1982-1993). Daarin was Frasier Crane, ook gespeeld door Kelsey Grammer, een van de vaste personages.
De serie werd in de Verenigde Staten uitgezonden door NBC. In Nederland werden de uitzendingen verzorgd door NCRV op Nederland 1 (1994-1995), NOS/NPS op Nederland 3 (1996-2002) en VARA op Nederland 3 (2002-2004). Herhalingen zijn in de periode 2000-2005 uitgezonden door Net5 en vanaf 2007 door Comedy Central en Fox.
In februari 2021 kondigde CBS aan een nieuwe reeks van Frasier te gaan maken voor uitzending op betaalzender Paramount+, met opnieuw Kelsey Grammer in de titelrol. Op 12 oktober 2023 werd de eerste van tien afleveringen uitgezonden.

## Verhaal
Dr. Frasier Crane, een psychiater, verhuist van Boston naar zijn thuishaven Seattle, waar hij met zijn vaste producer Roz Doyle een eigen radioprogramma heeft waarin hij problemen van luisteraars behandelt. Samen met zijn vader Martin Crane en diens onafscheidelijke kameraad, de jackrussellterriër Eddie, bewoont hij een luxueus appartement. Martin is een gepensioneerde politieagent, die sukkelt met zijn gezondheid sinds hij is neergeschoten tijdens een overval. Daardoor is Frasier genoodzaakt een huishoudster/fysiotherapeute aan te nemen: Daphne Moon, een Britse die in het begin van de serie "enigszins helderziend" is. Vanaf het moment dat Daphne als verzorgster van Martin haar intrede in de serie doet, heeft Frasiers broer, Dr. Niles Crane (ook psychiater) een oogje op haar. Dit is de rode draad door alle elf seizoenen. Uiteindelijk weet hij haar voor zich te winnen en trouwt met haar.
De relaties die centraal staan per aflevering veranderen enigszins gedurende de serie. Bij het begin ligt de focus vooral op de relatie tussen Frasier thuis met zijn vader en Daphne. Omdat Niles een breakout character is, wordt de focus ook gericht op de wedijverende relatie tussen de twee broers en de relatie tussen Niles en Daphne. Tegenover het snobisme van de broers heeft hun vader een "doe maar gewoon"-houding. Andere steeds terugkerende onderwerpen zijn Niles' echtgenote Maris (die nooit als personage te zien is), de kunstjes van het hondje Eddie, de promiscuïteit van Roz, de ontwapenende naïviteit van Daphne, het eigenaardige groepje collega-radiomakers van Frasier en de luisteraars die opbelden naar zijn programma, waaraan vaak beroemdheden (onder wie Cyd Charisse, Ben Stiller, David Duchovny, Helen Mirren, Cindy Crawford, John Lithgow, Kevin Bacon, Malcolm McDowell, Billy Crystal, Halle Berry, Jill Clayburgh, Jodie Foster, Jerry Orbach en Elijah Wood) hun stem leenden.

## Rolverdeling
| Acteur            | Personage         | Opmerkingen             |
| ----------------- | ----------------- | ----------------------- |
| Kelsey Grammer    | Dr. Frasier Crane |                         |
| David Hyde Pierce | Dr. Niles Crane   | Frasiers jongere broer  |
| John Mahoney      | Martin Crane      | Frasiers vader          |
| Jane Leeves       | Daphne Moon       | Martins fysiotherapeute |
| Peri Gilpin       | Roz Doyle         | Frasiers radioproducent |
| Moose/Enzo        | Eddie             | Martins hond            |

## Personages

### Hoofdpersonages

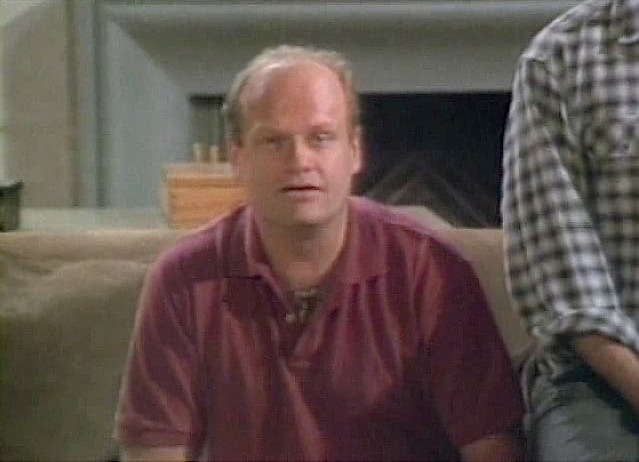
Kelsey Grammer als Frasier Crane

- Frasier Crane

Het titelpersonage uit de reeks. Frasier verhuist van Boston naar Seattle, om daar een carrière te beginnen als radiopsychiater bij KACL Talkradio. Hij neemt zijn vader Martin in huis, wat vaak tot spanningen leidt: Frasier vindt zichzelf een man met klasse (hij is een liefhebber van opera, klassieke muziek en literatuur) en zijn vader is dit helemaal niet, tot zijn grote frustratie. Frasier heeft een hekel aan alles wat volks is: zo heeft hij bijvoorbeeld een hekel aan sport (op af en toe een spelletje squash na). Op relationeel gebied heeft hij weinig geluk: hij is tweemaal getrouwd geweest (met Nanette Guzman en Lilith Sternin, met wie hij een zoon heeft (Frederick Gaylord Crane) en al zijn relaties draaien uit op een fiasco, meestal door zijn eigen schuld. In de aflevering Don Juan in Hell, staat het falen van al deze relaties centraal en wordt geanalyseerd hoe dit nu telkens gebeurt.
- Niles Crane

Frasiers jongere broer, ook een psychiater. Heeft vaak discussies met Frasier en ligt constant met zijn broer in de clinch over wie de beste is tussen hun twee: als Frasier iets heeft, moet Niles dit ook hebben (en omgekeerd). Er is een grote afgunst tussen de twee broers, maar ze kunnen niet zonder elkaar. Niles heeft ook enige smetvrees: zo maakt hij bijna altijd eerst de stoel schoon waar hij op gaat zitten en heeft altijd zakdoekjes bij zich om zijn handen te reinigen.
Niles is getrouwd met Maris, een personage dat nooit te zien is in de reeks (ze wordt omschreven als graatmager en heeft enkele rare dieetgewoontes). In de loop van de reeks scheiden Maris en Niles. Niles is echter de eerste zes seizoenen stiekem verliefd op Daphne, Martins fysiotherapeute. Wanneer Niles eindelijk klaar is om zijn liefde te verklaren aan Daphne, leert zij Donny (een advocaat) kennen. Niles beseft dat hij door moet met zijn leven en leert Mel kennen. Net als Niles en Mel getrouwd zijn, verklaren Daphne en Niles hun liefde voor elkaar. Niles en Mel scheiden en zo kunnen Daphne en Niles eindelijk samen zijn.
- Martin Crane

Martin is de vader van Frasier en Niles, een gepensioneerde politieagent. Hij is een man van de straat en niet zo snobistisch als zijn twee zonen. Martin houdt van bier (van het merk Ballantine), televisie, platvloerse grapjes, zijn stamcafé (McGinty's) en van meerdere sporten, waaronder honkbal en basketbal. Zijn vrouw Hester is al enkele jaren dood en hij sukkelt (sinds hij is neergeschoten) met zijn heup. Frasier ziet zich genoodzaakt om zijn vader in huis te nemen. Tot Frasiers ergernis verhuist niet alleen zijn vader naar zijn appartement, ook diens hond Eddie en Martins aftandse stoel (die vloekt bij Frasiers inrichting). Frasier en Martin hebben vaak ruzie: Frasier wil zijn vader wat cultuur bijbrengen, maar dat interesseert Martin niet (omgekeerd wil Martin niets liever dan dat zijn zonen sportief zijn, waar Frasier en Niles dan weer een hekel aan hebben)- maar Frasier en z'n vader kunnen niet zonder elkaar.
- Roz Doyle

Roz is de producent van Frasiers radioprogramma. Ze is alleenstaand en wordt snel verliefd op allerlei (verkeerde) mannen, vaak tot amusement van Frasier en Niles. Ze is afkomstig uit Wisconsin en haar moeder is er procureur-generaal. Ze wordt door haar familie onder druk gezet om te trouwen en een gezin te stichten, maar hoe ze het ook probeert, Roz' relaties blijven beperkt tot wat flirts. In de loop van de reeks wordt Roz zwanger en bevalt ze van een meisje: Alice. Dit gooit haar leven danig overhoop: de vader is nog een student en ze moet dus Alice zelf opvoeden. Eenmaal belanden zij en Frasier samen in bed.
- Daphne Moon

Daphne is afkomstig uit Manchester, Groot-Brittannië en is het enige meisje uit een gezin van negen. Ze is Martins fysiotherapeute en onderhoudt tegelijk het appartement van Frasier. Ze beweert helderziend te zijn en kan in de ogen van de familie Crane helemaal niet goed koken. Niles is vanaf het begin verliefd op haar. Hij kan zijn liefde niet kenbaar maken, omdat hij nog getrouwd is met Maris. Als hij dat eindelijk wel kan, is zij echter samen met Donny. Net voor Daphne en Donny in het huwelijk treden, geeft ze toe aan haar eigen verliefdheid voor Niles. Zo kunnen ze eindelijk samen zijn. Ze trouwen en krijgen in de allerlaatste aflevering hun eerste kind: David (vernoemd naar David Angell, producent van de serie en omgekomen door de aanslagen van 11 september).

### Andere personages
- Frederick Gaylord Crane (Trevor Einhorn)

Frederick is de zoon van Frasier en Lilith, en woont bij zijn moeder in Boston. Hij komt regelmatig op bezoek bij Frasier (vooral tijdens schoolvakanties en de feestdagen). Als kleine jongen is hij verliefd op Daphne (tot ergernis van Niles) en is hij net als zijn vader geïnteresseerd in cultuur. Eenmaal hij ouder wordt, gaat hij vaker rebelleren en krijgt zijn vader minder vat op hem.
- Lilith Sternin (Bebe Neuwirth)

Lilith is Frasiers tweede vrouw. Zij was dat al in de serie Cheers. Ze woont in Boston, is ook psychiater, maar heeft een ijskoud karakter (ze vertoont nooit emoties). Ze is de moeder van Frederick en ze heeft Frasier verlaten voor een jongere man (die haar op zijn beurt verlaat). Ze kan Niles niet uitstaan, maar na een nachtje met veel alcohol belanden ze toch eenmaal (tot Frasiers ontzetting) samen in bed.
- Bebe Glazer (Harriet Sansom Harris)

Bebe is Frasiers gehaaide impresario. Ze heeft een neurotische persoonlijkheid en is heel egoïstisch ingesteld. Bebe doet er alles aan om Frasier bij zich te houden, maar is volgens Niles 'de duivel in een mantelpakje'. Ze negeert iedereen die niet belangrijk is voor haar eigen carrière.
- Bob (Bulldog) Briscoe (Dan Butler)

Collega van Frasier bij KACL-radio. Hij presenteert een sportprogramma en is dol op vrouwen (tot Roz' ergernis). Hij wordt ontslagen in de loop van de reeks en moet als pizzakoerier gaan werken. Na bemiddeling van Frasier mag hij terug bij KACL gaan werken (als loopjongen).
- Kenny Daley (Tom McGowan)

De gezette manager van KACL. Laat zich makkelijk manipuleren door Frasier en Roz.
- Gil Chesterton (Edward Hibbert)

Radiocollega van Frasier; presentator van 'Restaurant Beat' waarin hij met een kritisch oog de lokale horeca evalueert. Hij heeft enkele vrouwelijke trekjes en veel collega's vragen zich af of Gil niet homoseksueel is. In de aflevering The Perfect Guy, seizoen 5, beweert Gil getrouwd te zijn met de vrouw 'Deb', die een eigen garage heeft en afgestudeerd is aan de Sarah Lawrence University. Dit is een verrassing voor zijn collega's die dachten dat 'Deb' slechts zijn kat was.
- Mel Karnofsky (Jane Adams)

Was de plastisch chirurg van Maris, maar begint een relatie met Niles nadat hij van Maris gescheiden is. Ze is ook voor enkele dagen zijn vrouw; totdat Niles en Daphne elkaar hun liefde verklaren.
- Donny Douglas (Saul Rubinek)

Gewiekste advocaat van Niles tijdens zijn scheiding van Maris. Leert zo Daphne kennen met wie hij een relatie begint. Als hij hoort dat Frasier degene is die Niles en Daphne bij elkaar heeft geholpen, stelt hij hem hiervoor persoonlijk verantwoordelijk en sleept hem voor de rechter.
- Gertrude Moon (Millicent Martin)

Daphne's moeder, die in de Verenigde Staten blijft (en dus bij Niles en Daphne komt inwonen), nadat zij door haar man Harry wordt verlaten. Ze is een bemoeizuchtige vrouw die er nogal ouderwetse ideeën op nahoudt. Dat zorgt voor heel wat conflicten met haar dochter.
- Simon Moon (Anthony LaPaglia)

Daphne's broer, die niets liever doet dan drinken, roken en achter de vrouwen aanzitten. Hij ruïneert Frasiers appartement en werkt hem ook danig op de zenuwen met zijn boertig voorkomen.
- Noel Shempsky (Patrick Kerr)

Medewerker van KACL radio, heeft een oogje op Roz- die niets moet weten van deze Star Trek minnende nerd.
- Cam Winston (Brian Stokes Mitchell)

Frasiers bovenbuurman en vijand. Ze zijn even grote snobs en proberen elkaar constant de loef af te steken (waarbij Frasier meermaals zijn nederlaag moet erkennen). Zo hangt hij bijvoorbeeld een enorme Amerikaanse vlag op, die heel het zicht vanuit en op Frasiers appartement wegneemt.
- Ronee Lawrence (Wendie Malick)

Frasiers en Niles' vroegere oppas die in het laatste seizoen verkering krijgt met hun vader Martin. In de allerlaatste aflevering trouwen zij.
- Charlotte Connor (Laura Linney)

Zij komt in het laatste seizoen in beeld en heeft een relatiebemiddelingsbureautje. Zij probeert Frasier aan een vrouw te helpen, maar zonder succes. Niet in de laatste plaats omdat Frasier allang zijn oog op Charlotte zelf heeft laten vallen. In de allerlaatste aflevering blijkt dat zij de ware liefde voor elkaar zijn.

### Gastacteurs
Niet alleen Bebe Neuwirth, maar ook andere acteurs uit Cheers komen in Seattle hun opwachting maken om Frasier op te zoeken:
- Ted Danson als Sam Malone
- Woody Harrelson als Woody Boyd
- Shelley Long als Diane Chambers
- Rhea Perlman als Carla Tortelli
- John Ratzenberger als Cliff Clavin
- George Wendt als Norm Peterson
- Paul Willson als Paul Krapence

Ook 'collega'-psychiater (Dr.) Phil McGraw, astronaut John Glenn, Microsoft-tycoon Bill Gates, tv-gastheer Larry King en cellist Yo-Yo Ma doen 'als zichzelf' in een cameo mee.

## Prijzen
| Categorie                                     | Gewonnen in                                    |
| --------------------------------------------- | ---------------------------------------------- |
| Beste komedieserie                            | 1994, 1995, 1996, 1997, 1998                   |
| Beste acteur in een komedieserie              | 1994, 1995, 1998, 2004                         |
| Beste mannelijke bijrol in een komedieserie   | 1995, 1998, 1999, 2004                         |
| Beste vrouwelijke gastrol in een komedieserie | 2000, 2001, 2004                               |
| Beste mannelijke gastrol in een komedieserie  | 2001, 2002                                     |
| Beste regie in een komedieserie               | 1994, 1995, 1997                               |
| Beste script in een komedieserie              | 1994, 1995, 1996, 1999                         |
| Beste montage - multicamera                   | 1994, 1996, 1998, 2000, 2001, 2002, 2003, 2004 |
| Beste geluid voor een komedieserie            | 1996, 2002, 2004                               |
| Beste artdirecting - multicamera              | 2004                                           |